# Prasinocyma lindemannae
Prasinocyma lindemannae är en fjärilsart som beskrevs av Fletcher 1958. Prasinocyma lindemannae ingår i släktet Prasinocyma och familjen mätare. Inga underarter finns listade i Catalogue of Life.